# Apophlaea
Apophlaea, rod crvenih alga iz porodice Hildenbrandiaceae. Pripadaju mu dvije morske vrste pred obalom Novog Zelanda

## Vrste
1. Apophlaea lyallii J.D.Hooker & Harvey
2. Apophlaea sinclairii J.D.Hooker & Harvey